# Petaurista philippensis
Petaurista philippensis är en däggdjursart som först beskrevs av Elliot 1839.  Petaurista philippensis ingår i släktet jätteflygekorrar, och familjen ekorrar.

## Underarter
Wilson & Reeder (2005) skiljer mellan 7 underarter, medan Catalogue of Life listar följande 10 underarter:
- Petaurista philippensis philippensis (Elliot, 1839)
- Petaurista philippensis annamensis Thomas, 1914
- Petaurista philippensis cineraceus (Blyth, 1847)
- Petaurista philippensis grandis (Swinhoe, 1863)
- Petaurista philippensis hainana G. M. Allen, 1925
- Petaurista philippensis lylei Bonhote, 1900
- Petaurista philippensis mergulus Thomas, 1922
- Petaurista philippensis nigra Wang, 1981
- Petaurista philippensis rubricundus A. B. Howell, 1927
- Petaurista philippensis yunanensis (Anderson, 1875)

## Beskrivning
Arten har en varierande pälsfärg, som vanligen varierar mellan mörkt vinröd till gråsvart på ovansidan, och vitakrigt över grått till ljusbrunt på buken. Mellan fram- och bakfötterna har arten en flyghud, som den använder för att glidflyga mellan träden. Medelvikten för en vuxen hane är 1,26 kg, och för en vuxen hona 1,334 kg; arten kan emellertid som mest nå en vikt på 1,65 kg. Längden är omkring 1 m.

## Ekologi
Petaurista philippensis är en nattaktiv art som förekommer i både lövfällande och städsegröna skogar. Främst lövskogar, men på höjder över 1 800 m förekommer den även i blandskog. Höjdmässigt lever den från 100 till 2 500 m. Den förekommer främst i skogsbryn eller i trädodlingar, framför allt av fikonträd. Den håller framför allt till i trädkronorna och i håligheter i träden. Arten hävdar revir: En hanes revir är i genomsnitt 4 ha, en honas 2,2 ha.

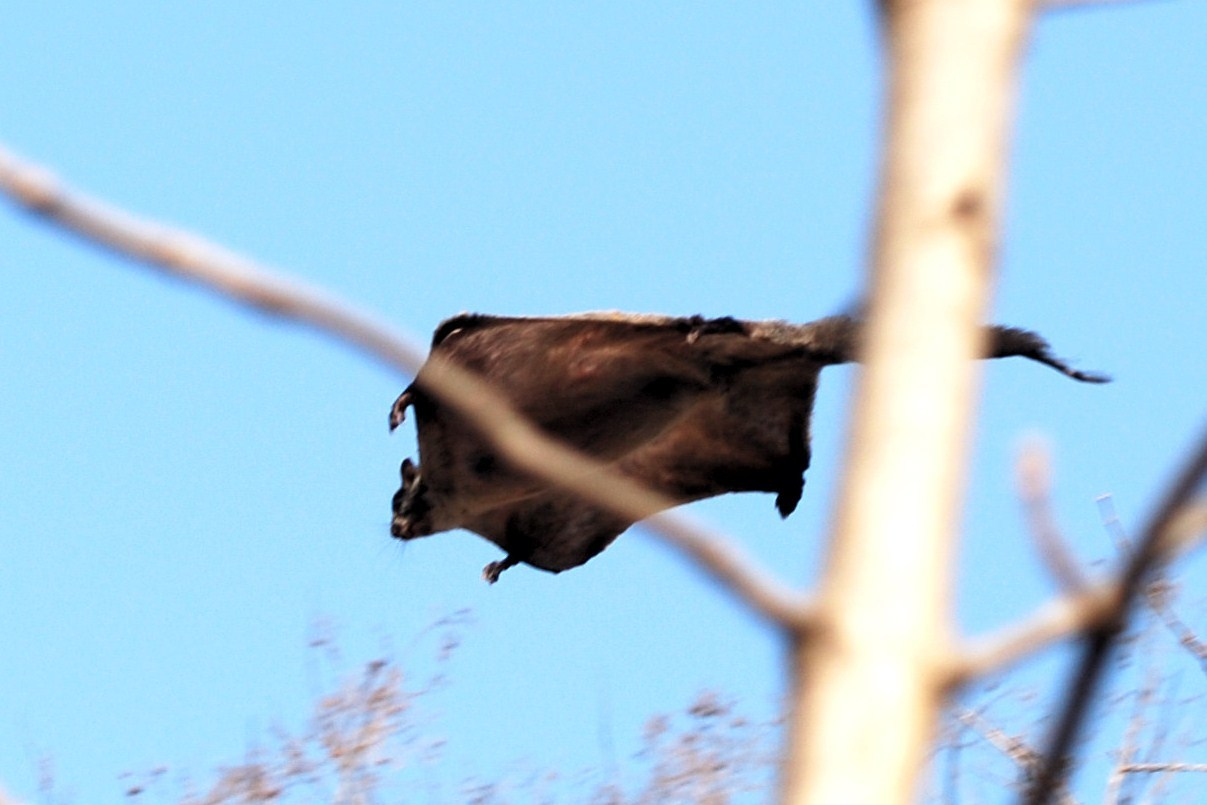
En individ under glidflykt.

Petaurista philippensis kan glidflyga, men på grund av artens liv i trädkronorna, där de flesta mål för en glidflykt är påtagligt små, gör de så främst på kortade distanser.
Artens livslängd i det fria är inte säkert känd, men jämförelse med andra, liknande arter ger uppskattningen omkring 6 år. I fångenskap kan den bli över 11 år gammal.

### Föda och predation
Till skillnad från många andra flygekorrar är arten uteslutande växtätare. Främsta födan är blad och frukter från fikonträdet. Den tar också gärna jackfrukt, och kan vid behov även äta löv av andra växter, bark, lavar och när tillfälle bjudes sav från skadade träd.
Själv utgör arten föda åt många djur, främst ugglor. Andra viktiga predatorer är trädlevande ormar, tvättbjörnar, mårdar, framför allt fiskmårdar, katter och gibboner. På grund av att de vuxna djuren lätt kan fly genom att glidflyga tar de flesta predatorer främst ungar. Gibboner försöker dock även ta vuxna individer, oftast dock utan framgång.

### Fortplantning
Litet är känt om artens fortplantning. På grundval av vad man vet om hanarnas revirhävdande, antar man att arten är polygynandrisk (båda könen har flera sexualpartners). Arten har två parningssäsonger per år: En under februari till mars, och en i juli till augusti. Båda säsongerna varar i två veckor; under dessa parar honorna sig med 3 till 5 hanar. Efter omkring 46 dygns dräktighet föder honan en kull på en till två ungar (uppgifterna är osäkra) i en hålighet i något träd. De tas endast om hand av modern. Ungarna är avvanda vid tre månaders ålder. Hanungar blir självständiga inte mycket senare; honungar blir det först vid omkring ett halvårs ålder.

## Utbredning
Denna flygekorre har flera från varandra skilda populationer i östra Asien. Den största finns från östra Kina och från Myanmar till norra Malackahalvön. Mindre populationer förekommer i Indien, Sri Lanka, på Hainan och Taiwan. Trots det vetenskapliga artnamnet saknas arten i Filippinerna.

## Status
IUCN kategoriserar arten globalt som livskraftig. Populationen minskar dock. Möjliga orsaker är habitatförlust i Sydasien till följd av skogsavverkning, skogsbränder och byggnation. Visst jakttryck i delar av Indien, Sydasien och Kina spelar också in.